# Светско првенство у атлетици на отвореном 2017 — 50 километара ходање за жене
Ходање 50 километара у женској конкуренцији на Светском првенству у атлетици 2017. у Лондону одржана је 13. августа.
На овом првенству ова дисциплина је први пут укључена у такмичење.

## Земље учеснице
Учествовало је 7 атлетичарки из 4 земље.
1. Бразил (1)
2. Кина (2)
3. Португалија (1)
4. САД (3)

## Освајачи медаља
|                            |                 |                    |
| Инес Енрикес · Португалија | Ханг Јин · Кина | Шућинг Јанг · Кина |

## Рекорди пре почетка Светског првенства 2017.
3. август 2017..
| Рекорди пре почетка Светског првенства 2017.     | Рекорди пре почетка Светског првенства 2017. | Рекорди пре почетка Светског првенства 2017. | Рекорди пре почетка Светског првенства 2017. | Рекорди пре почетка Светског првенства 2017. | Рекорди пре почетка Светског првенства 2017. |
| ------------------------------------------------ | -------------------------------------------- | -------------------------------------------- | -------------------------------------------- | -------------------------------------------- | -------------------------------------------- |
| Олимпијски рекорди                               | Није на програму Олимпијских игара           | Није на програму Олимпијских игара           | Није на програму Олимпијских игара           | Није на програму Олимпијских игара           | Није на програму Олимпијских игара           |
| Светски рекорд                                   | Инес Енрикес                                 | Португалија                                  | 4:08:26                                      | Порто де Мос, Португалија                    | 15. јануар 2017.                             |
| Рекорд светских првенстава                       | Ово је прво такмичење                        | Ово је прво такмичење                        | Ово је прво такмичење                        | Ово је прво такмичење                        | Ово је прво такмичење                        |
| Најбољи светски резултат сезоне                  | Инес Енрикес                                 | Португалија                                  | 4:08:26                                      | Порто де Мос, Португалија                    | 15. јануар 2017.                             |
| Европски рекорд                                  | Инес Енрикес                                 | Португалија                                  | 4:08:26                                      | Порто де Мос, Португалија                    | 15. јануар 2017.                             |
| Северноамерички рекорд                           | Кетлин Бернет                                | САД                                          | 4:26:37                                      | Санти, САД                                   | 28. јануар 2017.                             |
| Јужноамерички рекорд                             | Наир да Роса                                 | Бразил                                       | 4:39:28                                      | Лима, Бразил                                 | 2. октобар 2016.                             |
| Афрички рекорд                                   | Није регистровано време                      | Није регистровано време                      | Није регистровано време                      | Није регистровано време                      | Није регистровано време                      |
| Азијски рекорд                                   | Ханг Јин                                     | Кина                                         | 4:22:22                                      | Хуангшан, Кина                               | 5. март 2017.                                |
| Океанијски рекорд                                | Није регистровано време                      | Није регистровано време                      | Није регистровано време                      | Није регистровано време                      | Није регистровано време                      |
| Рекорди после завршеног Светског првенства 2017. |                                              |                                              |                                              |                                              |                                              |
| Светски рекорд                                   | Инес Енрикес                                 | Португалија                                  | 4:05:56                                      | Лондон, Уједињено Краљевство                 | 13. август 2017.                             |
| Рекорд светских првенстава                       | Инес Енрикес                                 | Португалија                                  | 4:05:56                                      | Лондон, Уједињено Краљевство                 | 13. август 2017.                             |
| Најбољи светски резултат сезоне                  | Инес Енрикес                                 | Португалија                                  | 4:05:56                                      | Лондон, Уједињено Краљевство                 | 13. август 2017.                             |
| Европски рекорд                                  | Инес Енрикес                                 | Португалија                                  | 4:05:56                                      | Лондон, Уједињено Краљевство                 | 13. август 2017.                             |
| Северноамерички рекорд                           | Кетлин Бернет                                | САД                                          | 4:21:51                                      | Лондон, Уједињено Краљевство                 | 13. август 2017.                             |
| Азијски рекорд                                   | Ханг Јин                                     | Кина                                         | 4:08:58                                      | Лондон, Уједињено Краљевство                 | 13. август 2017.                             |

### Најбољи резултати у 2017. години
Десет најбржих светских атлетичарки 2017. године је пре почетка светског првенства (3. августа 2017) заузимало следећи пласман.
| 1.  | Инес Енрикес, Португалија | 4:08:26 | 15. јануар |
| 2.  | Ханг Јин, Кина            | 4:22:22 | 5. март    |
| 3.  | Кетлин Бернет, САД        | 4:26:37 | 28. јануар |
| 4.  | Шућинг Јанг, Кина         | 4:27:24 | 5. март    |
| 5.  | Ерин Тејлор-Талкот, САД   | 4:29:33 | 28. јануар |
| 6.  | Шаншан Ђанг, Кина         | 4:32:14 | 5. март    |
| 7.  | Лисјуе Ванг, Кина         | 4:36:40 | 5. март    |
| 8.  | Дан Ванг, Кина            | 4:38:48 | 5. март    |
| 9.  | Наир да Роса, Бразил      | 4:39:28 | 14. мај    |
| 10. | Цајхунг Танг, Кина        | 4:40:02 | 22. мај    |

Такмичарке чија су имена подебљана учествовале су на СП 2017.

## Квалификациона норма
| Норма   |
| ------- |
| 4:30,00 |

## Сатница
| Датум            | Време | Коло   |
| ---------------- | ----- | ------ |
| 13. август 2017. | 7:46  | Финале |

Сва времена су по локалном времену (UTC+1)

## Резултати

### Финале
Такмичење је одржано 13. августа 2017. године са почетком у 7:46 по локалном времену.,
| Место | Атлетичарка        | Земља       | ЛР         | ЛРС     | Резултат | Белешка            |
| ----- | ------------------ | ----------- | ---------- | ------- | -------- | ------------------ |
|       | Инес Енрикес       | Португалија | 4:08:26 СР | 4:08:26 | 4:05:56  | СР, РП, ЕР, НР, ЛР |
|       | Ханг Јин           | Кина        | 4:22:22    | 4:22:22 | 4:08:58  | АЗР, НР, ЛР        |
|       | Шућинг Јанг        | Кина        | 4:27:24    | 4:27:24 | 4:20:49  | ЛР                 |
| 4.    | Кетлин Бернет      | САД         | 4:26:37    | 4:26:37 | 4:21:51  | САР, НР, ЛР        |
|       | Наир да Роса       | Бразил      | 4:39:28    | 4:39:28 | НЗ       |                    |
|       | Сузан Рандал       | САД         | 4:54:12    | 4:54:12 | НЗ       |                    |
|       | Ерин Тејлор-Талкот | САД         | 4:29:33    | 4:29:33 | Диск     | чл.230.6(а)        |

### Пролазна времена
| Дистанца | Атлетичарка           | Држава      | Време   |
| -------- | --------------------- | ----------- | ------- |
| 5 км     | 1. Ханг Јин           | Кина        | 24:43   |
| 5 км     | 2. Инес Енрикес       | Португалија | 24:43   |
| 5 км     | 3. Наир да Роса       | Бразил      | 26:04   |
| 5 км     | 4. Шућинг Јанг        | Кина        | 26:04   |
| 5 км     | 5. Кетлин Бернет      | САД         | 26:04   |
| 5 км     | 6. Ерин Тејлор-Талкот | САД         | 26:39   |
| 5 км     | 7. Сузан Рандал       | САД         | 27:26   |
| 10 км    | 1. Инес Енрикес       | Португалија | 49:22   |
| 10 км    | 2. Ханг Јин           | Кина        | 49:22   |
| 10 км    | 3. Наир да Роса       | Бразил      | 51:45   |
| 10 км    | 4. Шућинг Јанг        | Кина        | 51,45   |
| 10 км    | 5. Кетлин Бернет      | САД         | 51:45   |
| 10 км    | 6. Сузан Рандал       | САД         | 55:01   |
| 15 км    | 1. Инес Енрикес       | Португалија | 1:13:43 |
| 15 км    | 2. Ханг Јин           | Кина        | 1:13:43 |
| 15 км    | 3. Наир да Роса       | Бразил      | 1:17:40 |
| 15 км    | 4. Шућинг Јанг        | Кина        | 1:17:41 |
| 15 км    | 5. Кетлин Бернет      | САД         | 1:17:41 |
| 15 км    | 6. Сузан Рандал       | САД         | 1:23:30 |
| 20 км    | 1. Инес Енрикес       | Португалија | 1:37:59 |
| 20 км    | 2. Ханг Јин           | Кина        | 1:37:59 |
| 20 км    | 3. Кетлин Бернет      | САД         | 1:43:19 |
| 20 км    | 4. Шућинг Јанг        | Кина        | 1:43:19 |
| 20 км    | 5. Наир да Роса       | Бразил      | 1:45:30 |
| 20 км    | 6. Сузан Рандал       | САД         | 1:52:53 |
| 25 км    | 1. Инес Енрикес       | Португалија | 2:02:18 |
| 25 км    | 2. Ханг Јин           | Кина        | 2:02:19 |
| 25 км    | 3. Шућинг Јанг        | Кина        | 2:09:09 |
| 25 км    | 4. Кетлин Бернет      | САД         | 2:09:10 |
| 25 км    | 5. Наир да Роса       | Бразил      | 2:13:22 |
| 25 км    | 6. Сузан Рандал       | САД         | 2:22:46 |
| 30 км    | 1. Инес Енрикес       | Португалија | 2:26:35 |
| 30 км    | 2. Ханг Јин           | Кина        | 2:26:39 |
| 30 км    | 3. Шућинг Јанг        | Кина        | 2:34:22 |
| 30 км    | 4. Кетлин Бернет      | САД         | 2:34:43 |
| 30 км    | 5. Наир да Роса       | Бразил      | 2:41:18 |
| 30 км    | 6. Сузан Рандал       | САД         | 2:53:12 |
| 35 км    | 1. Инес Енрикес       | Португалија | 2:50:52 |
| 35 км    | 2. Ханг Јин           | Кина        | 2:51:42 |
| 35 км    | 3. Шућинг Јанг        | Кина        | 2:59:53 |
| 35 км    | 4. Кетлин Бернет      | САД         | 3:00:43 |
| 35 км    | 5. Наир да Роса       | Бразил      | 3:09:51 |
| 35 км    | 6. Сузан Рандал       | САД         | 3:25:00 |
| 40 км    | 1. Инес Енрикес       | Португалија | 3:15:14 |
| 40 км    | 2. Ханг Јин           | Кина        | 3:17:04 |
| 40 км    | 3. Шућинг Јанг        | Кина        | 3:26:31 |
| 40 км    | 4. Кетлин Бернет      | САД         | 3:27:10 |
| 40 км    | 5. Наир да Роса       | Бразил      | 3:38:47 |
| 40 км    | 6. Сузан Рандал       | САД         | 3:57:40 |
| 45 км    | 1. Инес Енрикес       | Португалија | 3:39:56 |
| 45 км    | 2. Ханг Јин           | Кина        | 3:43:07 |
| 45 км    | 3. Шућинг Јанг        | Кина        | 3:53:34 |
| 45 км    | 4. Кетлин Бернет      | САД         | 3:53:39 |
| 45 км    | 5. Наир да Роса       | Бразил      | 4:07:50 |